# Вайрикс, Антоний II
Вайрикс Антоний (Антон) II (Anthony или Anton II Wierix, род. в 1555, Антверпен — 11 марта 1604, там же) — фламандский гравер, художник, представитель знаменитой династии граверов Вайрикс.

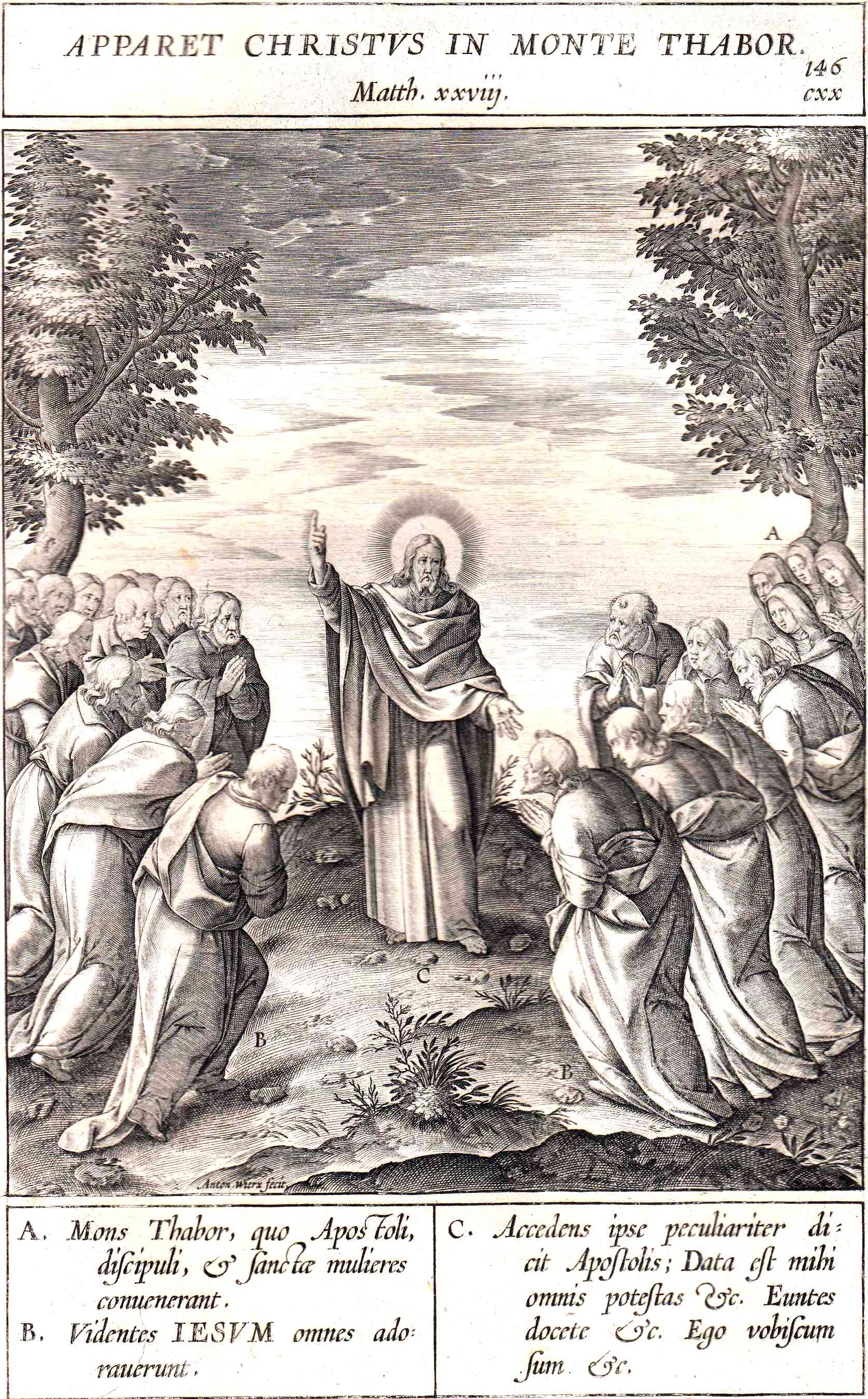
Художник и гравер Вайрикс Антоний II гравюра 1597 года. Евангельский сюжет: «Apparet Christvs in Monte Thabor»

## Биография
Вайрикс Антон II родился в 1555 году в Антверпене в семье известного гравера и художника Вайрикса Антония. Он был самым младшим из трех братьев Вайрикс. Все они оставили заметный след в искусстве XVI века.
Наибольшее влияние на его обучение оказали его братья Jan и Иероним. С последним в 1579 году он участвовал в выпуске сатирического издания из четырёх гравюр, изготовив две из них. Это был самый первый пример плодотворного сотрудничества братьев, который продолжался в течение всей жизни Антония II.
1587 год отмечен для Антония II недолгим (продолжавшимся всего 3 месяца) сотрудничеством с другим известным мастером той эпохи Hans Liefrinck и к началу 90 годов он является уже признанным мастером гравюры.
4 октября 1590 года он заключил брак с Катариной дочерью известного мастера витража Gummarus van den Driessche. От брака у него родилось четыре дочери и сын Антоний III, который так же посвятил свою недолгую жизнь созданию гравюр.
Несмотря на то, что все семейство Вайриксов причислено к лютеранам, вероятно, в 80 годы XVI века они вернулись в лоно католической церкви. Подтверждением этому можно считать тот факт, что большая часть выгравированных ими работ была выполнена по заказу иезуитов и других направлений контрреформации.
Антоний II, впрочем как и остальные братья, отличался распутным образом жизни.

Отмечены случаи его участия в различных хулиганских выходках. Так, иезуитский священник Ferdinand Ximenes и известный издатель из Антверпена Христофор Плантен (Christoph Plantin) в письме от 1587 года писали, что тот, кто хочет иметь дело с братьями, в том числе и с Антонием II, должны пойти искать их в тавернах. Выполнив свою работу, они опять возвращаются туда, тратя свои гонорары. Кроме письма существует достаточное количество документов, подтверждающих этот факт. Кроме этого, его преследовали постоянные долги, ради которых ему неоднократно приходилось закладывать даже свои медные гравировальные доски. Однако подобный образ жизни Антония, как ни странно, уживался с завидной работоспособностью и не мешал ему направить своё творчество в религиозное русло, посвятив множество работ церковной тематике, изображая различные библейские сюжеты. В качестве художественных образцов он использовал как свои собственные рисунки, так и произведения других мастеров, таких как Мартин де Вос (Marten de Vos) и Хендрик Ван де Брукс (Crispin van den Broeck). Вайрикс Антоний II умер в родном городе Антверпене, где прожил всю жизнь 1604 году в возрасте 48 лет.

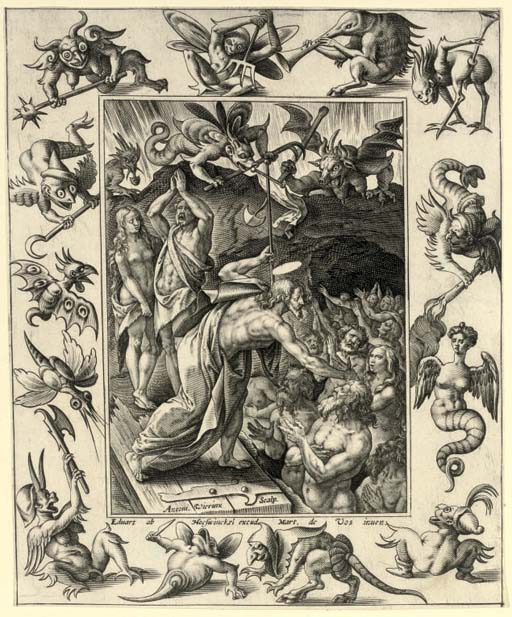
Художник и гравер Вайрикс Антоний II гравюра 1597 года. Сюжет: «Apparet Christvs in Monte Thabor»

## Творчество
Антоний II, как и его братья отличался природным талантом к искусству гравировки. Все его работы по стилистике и художественному мастерству напоминают произведения, выполненные семейством Вайриксов. Некоторые эксперты склонны связывать изящество изображений с совершенствованием технологии изготовления резцов, использующихся им в работе.
Антоний II вместе со своими братьями принимал участие в работе над серией «Картины евангельских историй», выполненной как по своим рисункам, так и рисункам известнейших мастеров того времени Мартин де Воса (Marten de Vos), Бернардино Пассери (Bernardino Passeri) и др.
Особо следует отметить сотрудничество Антония с одним из ведущих художников южно-нидерландской (фламандской) живописи и графики конца XVI века Мартином де Восом. Именно на его художественные темы Антоний выполнил большинство своих гравюр. Среди них серия, посвященная подвигам Самсона («Life of Samson») 1579 год, серия гравюр «Christ and the apostles» и другие.

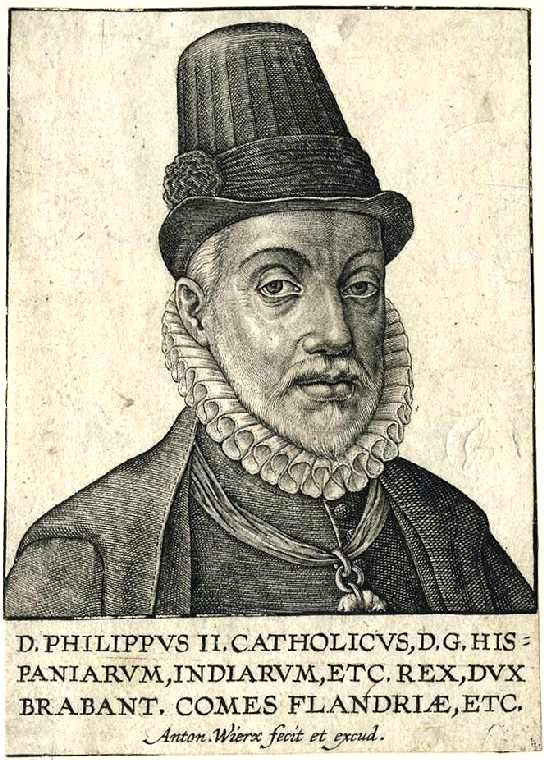
Вайрикс Антоний II «Король Испании Филипп II» 1599—1604 гг.

Великие люди той эпохи почитали за честь быть увековеченными в работах Антония среди них:
король Испании Филипп II (1599—1604),
испанская инфанта, правительница испанских Нидерландов Изабелла Клара Евгения (1566—1633),
королева Франции Мария Медичи (1575—1642),
королева Англии Елизавета I (1533—1603),
принц Оранский Филиипп Вильям (1554—1618),
король Германии, император Священной Римской империи.Рудольф II (1552—1612),
герцог Филлипе Эмануэль (1558—1602),
бургомистр Лейдена Broechoven.
Работы Антония II, впрочем, как и других представителей семейства Вайрикс выделяются своей тщательной прорисовкой деталей и превосходной техникой исполнения. В отличие от работ предшественников гравюры имеет гораздо более проработанный сюжет, изображения отличаются реалистичностью и художественной притягательностью.
В связи с тем, что сын Антония II так же носил имя своего отца, в последующем возникали ошибочные трактовки авторства некоторых работ с одноимёнными подписями.
Сын Антония II — Антоний Вайрикс III (1596 — 21 сентября 1624), обучался у своего дяди и брата Антона II — Иеронима Вайрикса. В 1621-22 годах он присоединился к гильдии, но вскоре в возрасте 28 лет умер. Ранняя смерть не позволили ему оставить заметный след в истории искусства. После смерти Антония II Иероним использовал его медные гравированные доски и выпустил некоторое количество гравюр под именем Антония. В последующим эти гравюры часто ошибочно приписывались сыну Антония II Антонию III.
Коллекция гравюр Антония Вайрикса II неожиданно пополнилась летом 2000 года, когда в резиденции иезуитов в De Krijtberg церкви святого Франциска Ксавьери (the Church of St. Francis Xavier) в Амстердаме при реконструкции обнаружили картонную коробку, в которой оказалось 75, превосходно сохранившихся гравюр конца XVI — начала XVII веков.

Вероятно они были привезены из Антверпена в 1773 году во время волнении, связанных с Нидерландской революцией. Теперь эта коллекция представляет один из крупнейших сборников работ Антония II и его братьев.
В наше время произведения Антония Вайрикса II являются предметом коллекционирования многочисленных поклонников его творчества. Собрания гравюр хранятся в ведущих мировых музеях, в том числе Британском музее.